# Xanthorhoe cyane
Xanthorhoe cyane är en fjärilsart som beskrevs av Druce 1893. Xanthorhoe cyane ingår i släktet Xanthorhoe och familjen mätare. Inga underarter finns listade i Catalogue of Life.